# Lars Svensson
Lars Svensson   (Suècia, 30 de març de 1941) és un ornitòleg suec, autor de gran quantitat d'articles científics, manuals d'ocells, llibres de fotografies, conferències o guies de viatge sobre ornitologia. Està especialitzat en la identificació d'ocells Passeriformes.

## Biografia
Lars Svensson és un dels investigadors en ornitologia més reconeguts d'Europa. El seu camp d'estudi més important dins de l'ornitologia és la identificació de l'ordre dels Passeriformes
L'interès inicial de Lars Svensson per l'ornitologia parteix de l'ambient en el qual es va criar: el seu pare li va transmetre d'hora un interès sobre la natura i en el seu grup d'amistats més pròximes també es trobava l'interès per la natura i els ocells com una cosa comuna, sent habituals els jocs i petites excursions tractant de reconèixer el nom de les diferents espècies d'ocells amb les quals es trobaven.
Més tard, en la seva adolescència va tenir contactes amb biòlegs de camp del Museu Suec d'Història Natural i va començar a realitzar sortides reglades d'exploració ornitològica, per Falsterbo i la reserva natural Ottenby, a l'illa d'Öland. Poc després va començar a escriure i il·lustrar guies de camp d'ornitologia, adaptant al suec algunes existents en anglès.
Durant la dècada de 1960, va començar a fer estudis sobre ocells morts, en el Museu Suec d'Història Natural, on era habitual que li deixessin col·laborar amb diverses recerques del propi centre, fins i tot a les nits, una vegada tancat al públic.
Amb 29 anys va realitzar la seva primera gran expedició de recerca ornitològica al llac Neusiedl a Àustria.
Entre 1971 i 1974 va ser editor de la revista Vår Fågelvärld, una publicació científica sobre ocells editada per l'associació BirdLife International de Suècia. Ha estat publicada des de 1942.
Va formar el primer comitè de rareses de Suècia de la Societat Ornitològica de Suècia, sent el seu director entre 1971 i 1986.
És autor de la Guia per a identificació dels passeriformes europeus, editada ininterrompudament des de 1970 i un dels treballs científics més citats en ornitologia.
Una altra de les seves obres més importants és la Collins Bird Guide (traduïda i adaptada al català com a Guia d'ocells: Europa i regió mediterrània). És una guia de camp per a la identificació dels ocells del Paleàrtic Occidental. Està coescrit per Killian Mullarney, Dan Zetterström i Peter J. Grant, i il·lustrat per Killian Mullarney i Dan Zetterström. Va ser publicat originalment en suec i danès en 1999 i en anglès en el mateix any. Una segona edició, revisada i ampliada, es va publicar al gener de 2010. En 2015 es van realitzar una sèrie d'actualitzacions i correccions, sense canvis en el número d'edició.
Entre els seus articles científics més destacats es troba un treball sobre la boscarla becuda (Acrocephalus orinus).
Ha estat guardonat amb diversos premis d'ornitologia de tot el món. El 2004 va ser nomenat Doctor Honoris causa per la Universitat d'Uppsala.